# Fundação Jorge Antunes
Pour les articles homonymes, voir Antunes.
Maillots
Le FJ Antunes est une équipe de football en salle fondée en 1979 à Caldas de Vizela.

## Palmarès
- Coupe du Portugal
  - Vainqueur : 2001, 2002

- Supercoupe du Portugal
  - Finaliste : 2002, 2003